# 亚灰羽藓
亚灰羽藓（学名：Thuidium subglaucinum）为羽藓科羽藓属下的一个种。